# Златьо Бояджиев
Златю (срещано също като Златьо или Злати) Георгиев Бояджиев е български художник, известен със своите портрети и пейзажи. Считан е за един от най-самобитните български художници на XX век.

## Биография и творчество
Златю Бояджиев е роден на 22 октомври 1903 г. в село Брезово. Баща му, Георги Вапцара, е сравнително заможен селянин и изпраща най-големият си син Златю да учи в Търговската гимназия в Пловдив. Златю обаче напуска гимназията само след година, поради слаб успех. Завръща се в Брезово и започва работа като архивар в районния съд, като пише и разнася призовки. Скоро това му омръзва и, без да се обади на близките си, заминава за Бургас. Там работи известно време като пощальон. След известно време се завръща в Брезово и все пак завършва Търговската гимназия, но така и не започва да се занимава с търговия.
През 20-те години на ХХ век попада в ателието на Гео Мирчев, фирмописец и „покровител на местните художествени сили“, където се среща с Васил Бараков; към тях впоследствие се присъединява Давид Перец. Тримата приятели заедно учат живопис в Художествената академия при проф. Цено Тодоров и делят квартира в София. Стават известни като „Бараците“ – прякор, който им дава Цанко Лавренов.
Творчеството на Бояджиев се дели на два основни периода, разделени от 1951 г., когато получава тежък инсулт и се парализира дясната му половина. След няколко години започва да рисува с лявата ръка. Първият период се отличава с неокласически маниер при композирането на сцени със сюжети от селския бит. През втория период стилът на художника се променя коренно по посока на гротесковата образност, включването на десетки фигури в композициите и експресивна цветност. Организира самостоятелни изложби в София и Пловдив.
Получава отличията народен художник и герой на социалистическия труд. Носител е на наградата на Съюза на българските художници „Владимир Димитров – Майстора“. Сред най-известните му творби са: „Село Брезово“, „На трапезата“, „Две сватби“, "Портрет на майка ми", "Семеен портрет". Голяма част от платната му са подредени в къщи-музеи в Пловдив и Благоевград, както и в Националната галерия.
Златю Бояджиев участва с малка роля на художник във филма „Дърво без корен“.
Умира на 2 февруари 1976 г. в Пловдив.

## Памет
На Златьо Бояджиев е наречена улица в квартал „Манастирски ливади“ в София (Карта).

## Галерия
- Паметник на Златю Бояджиев в двора на Къща музей „Златю Бояджиев“